# Keşkek
Keşkek (del idioma turco), (en otros idiomas kashkak,  kashkeg, kishkak o kashkek también) es una especie de plato estofado que contiene carne (generalmente de cordero) y granos de trigo o centeno puestos en remojo previamente. Es un plato que se encuentra en la cocina turca así como en otras cocinas del Cáucaso. La palabra kashkak proviene del persa diminutivo de kashk que corresponde a una familia de alimentos lácteos.[cita requerida] Es un plato que suele servir en las grandes festividades familiares como las celebraciones matrimoniales, los banquetes, etc en toda Turquía.
La tradición ceremonial del keşkek fue inscrita en 2011 en la Lista representativa del Patrimonio Cultural Inmaterial de la Humanidad.